# Beleg van Hamburg (1686)
In 1686 werd Hamburg belegerd door de Deense koning Christiaan V. Het beleg duurde 21 dagen en werd afgebroken toen de stad Hamburg hulp kreeg van Brandenburg en Brunswijk-Lüneburg.
Hamburg werd sinds 1684 door politieke instabiliteit geplaagd. De Eerste Burgemeester Hinrich Meurer was naar Celle gevlucht en de stad werd geregeerd door de voorzitters van de Burgerschap: Hieronymus Snitger en Cord Jastram. Om een terugkeer van de Burgemeester tegen te kunnen gaan vroegen Snitger en Jastram de Deense koning Christiaan V om hulp. Formeel was Christiaan landsheer van Hamburg in zijn functie als hertog van Holstein. Hamburg had zich echter al sinds de 15e eeuw onttrokken aan de belastingplicht aan zijn landsheer.
Christiaan V zag hierin gelegenheid om zijn gezag over de stad te vestigen en eiste erkenning van zijn functie als landsheer, de overgave van de stadssleutels, een betaling van 400 000 rijksdaalders en de stationering van een garnizoen van 2000 Deense soldaten. De burgers van Hamburg gingen niet op zijn eisen in en Christiaan sloeg met een 18 000 man sterk leger het beleg op voor Hamburg. De Burgerschap koos voor een bondgenootschap met Brunswijk-Lüneburg en een terugkeer van Burgemeester Hinrich Meurer. Een gecombineerd leger uit Brunswijk-Lüneburg en Brandenburg werd uitgezonden om de stad te ontzetten, en om een veldslag te vermijden trok Christiaan V zich terug. Hieronymus Snitger en Cord Jastram werden aangeklaagd wegens hoogverraad en werden ter dood veroordeeld.